# Iwan Dracz
Iwan Fedorowycz Dracz, ukr. Іван Федорович Драч (ur. 17 października 1936 we wsi Teleżyńce w rejonie tetyjowskim, zm. 19 czerwca 2018 w Kijowie) – ukraiński poeta i polityk, parlamentarzysta.

## Życiorys
Po ukończeniu szkoły średniej pracował jako nauczyciel, potem jako scenarzysta. Rozpoczął (nieukończone) studia z zakresu filologii ukraińskiej. W latach 80. zasiadał we władzach kijowskiego oddziału związku pisarzy. Autor refleksyjnych poematów i wierszy o tematyce współczesnej, esejów, scenariuszy filmowych, a także przekładów poezji Juliusza Słowackiego, Adama Mickiewicza i Cypriana Kamila Norwida.
Był współorganizatorem i pierwszym przewodniczącym Ludowego Ruchu Ukrainy na rzecz Przebudowy. Współtworzył Demokratyczną Partię Ukrainy, działał w Ludowym Ruchu Ukrainy, z którego przeszedł od Ukraińskiej Partii Ludowej. Był deputowanym do Rady Najwyższej kadencji I (1990–1994), III (1998–2000) i IV (2002–2006). W 1983 otrzymał Nagrodę Państwową ZSRR.
Pełnił funkcję przewodniczącego państwowego komitetu do spraw polityki informacyjnej, telewizji i radia. W 2004 uczestniczył w pomarańczowej rewolucji.
Określany jako osoba, która w drugiej połowie lat 80. pierwsza użyła publicznie określenia Hołodomor.

## Odznaczenia i wyróżnienia
- Bohater Ukrainy (2006)[3]
- Order Księcia Jarosława Mądrego klasy III (2011)[4], IV (2001)[5] i V (1996)[6]
- Medal jubileuszowy „25 lat niepodległości Ukrainy” (2016)[7]
- Nagroda Państwowa ZSRR[8]
- Narodowa Nagroda im. Tarasa Szewczenki[8]